# Луидор

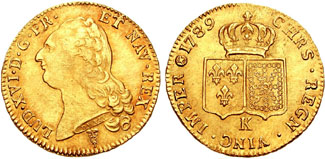
Двойной луидор Людовика XVI, 1789

Луидо́р (фр. louis d'or — золотой Луи, Людовик) — французская золотая монета XVII—XVIII веков.
Впервые выпущена в 1640 году во времена Людовика XIII. Прообразом новых монет стали испанские дублоны, получившие во Франции название пистоль. В течение долгого времени названия луидор и пистоль были синонимами. В начале луидор приравнивался к 3 экю или 10 ливрам, позднее соотношения росло.

Луидор чеканился из золота 917-й пробы, вес монеты составлял 6,751 г, диаметр — 26 мм.

Чеканились также монеты в пол-луидора, два луидора, а также 4, 8 и 10 луидоров.
В начале XVIII века вес луидора несколько увеличился — до 8,158 г; впоследствии вес и диаметр монеты неоднократно менялись. Рекордным луидором стала монета весом 9,79 г.

Существует большое количество разнообразных по оформлению луидоров.

## Эволюция веса и стоимости луидоров (1640—1785)[3]
| Год  | Монетная стопа | Вес (г) | Стоимость в ливрах           |
| ---- | -------------- | ------- | ---------------------------- |
| 1640 | 36 ¼           | 6,752   | 10                           |
| 1686 |                |         | 11 ливров 10 су(10.5 ливров) |
| 1709 | 30             | 8,16    | 19                           |
| 1716 | 40             | 6,12    | 29                           |
| 1718 | 25             | 9,79    | 52                           |
| 1723 | 37 ½           | 6,53    | 26                           |
| 1726 | 30             | 8,16    | 23                           |
| 1785 | 32             | 7,65    | 24                           |

Луидор чеканили до Великой Французской революции и перехода на десятичную систему: в 1795 году основной денежной единицей Революционной Франции стал франк.

Франция продолжала выпускать золотые монеты со стопой луидора до 1803 года (золотая 20-франковая монета), когда взамен стали чеканить золотой наполеондор.